# Richard Myrenberg
Richard Myrenberg, född 1965, är en svensk journalist på Sveriges Radio. Myrenberg är producent och reporter på Godmorgon, Världen! i Sveriges Radio P1. Under 90-talet frilansade han och arbetade i perioder på bland annat Tidningarnas Telegrambyrå, Örnsköldsviks Allehanda, Universum Media, Ekot, P1-morgon, Studio Ett och TV4 Nyheterna. Han har också gjort flera reportageresor till konfliktområden i Afrika.
Sedan 2001 har han varit anställd på Sveriges Radio och Godmorgon, Världen!. Han har också varit sommarkorrespondent för Sveriges Radio i Jerusalem 2004 och i Nairobi 2007 och 2011. Sedan september 2013 är han Sveriges Radios Afrikakorrespondent, baserad i Kigali, Rwanda. Han har skrivit reportageboken I vulkanens skugga (Weyler förlag, 2009) om fem afrikanska länder och har också gjort en tv-dokumentär om filmfestivalen Fespaco, Ouagadougou - Afrikas Hollywood, 1996.